# Jean-Marie Klinkenberg
Jean-Marie Klinkenberg este un lingvist și semiotician belgian, născut în Verviers (Belgia) în 1944.
Este profesor al Universității din Liège  (Belgia), unde predă științele limbajului, semiotica și retorica și culturile francofone.
A adus contribuția substanțială la dezvoltarea semioticii in cadrul renumitului Grup Mu, atribuind acestei stiințe dimensiunea cognitivă, sociologică, culturală. Este Președinte al International Association for Visual Semiotics.
Este Președinte al Consiluilui Superior al limbii franceze și al politicii lingvistice din Belgia.
Membru al Academiei reale a Belgiei,  este titular a mai multor distincții  belgiene (Grand officier dans l'ordre de la Couronne et dans l'Ordre de Léopold II), franceze (Comandor al Ordinului in Arte și Litere), canadiene (Odinul Francofonilor Americii) și este Doctor Honoris causa al Universităților din Metz, Moncton și Sibiu.
J.M. Klinkenberg a publicat mai mult de 700 lucrări, traduse în 20 limbi.